# 藤原经清

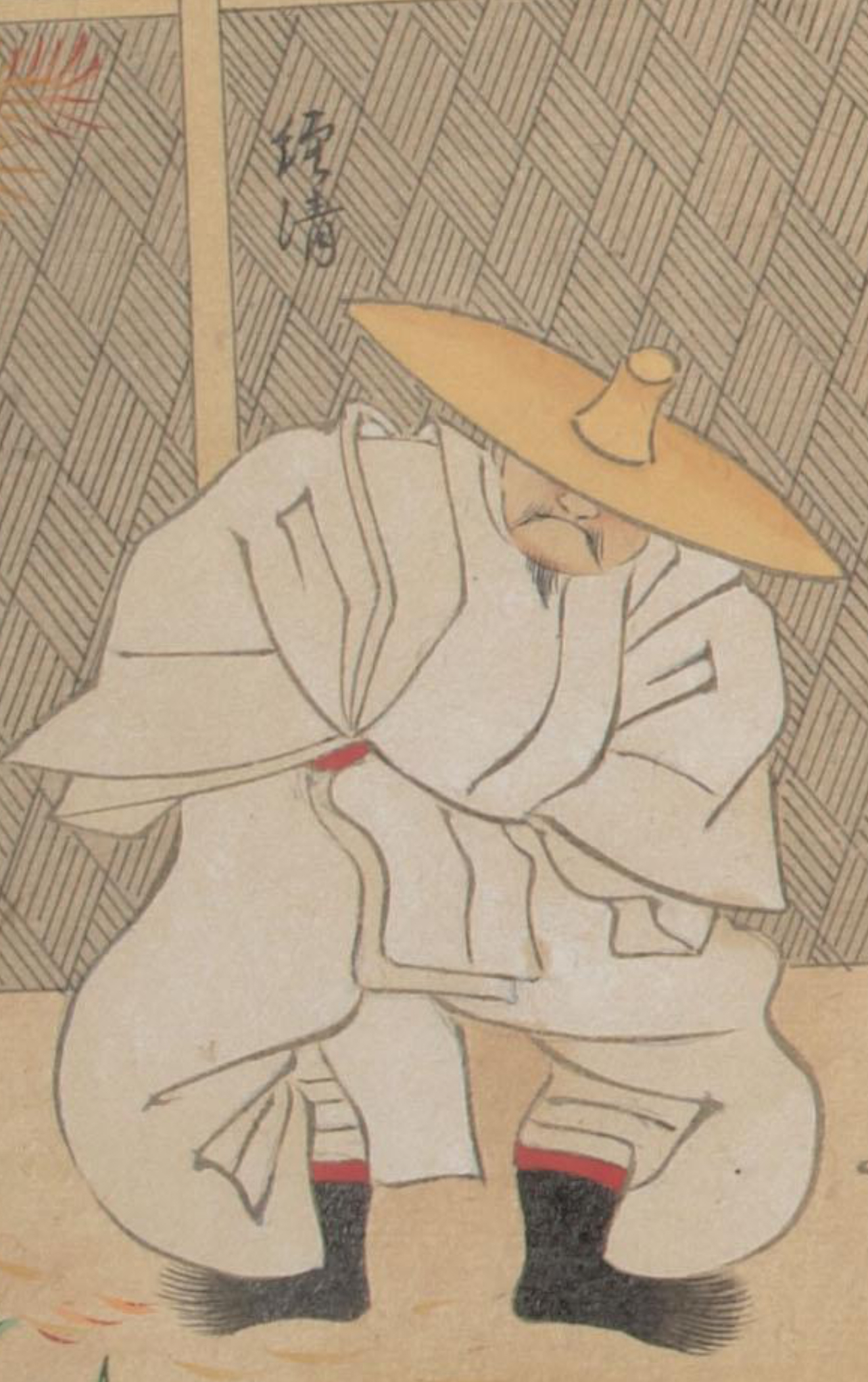
《前九年軍記》中的藤原经清像

藤原经清（日语：／；—1062年10月22日）是日本平安时代中期陆奥国亘理郡的一位豪族。根据《尊卑分脉》记载，他是藤原秀乡的第六代后裔、奥州藤原氏初代当主藤原清衡之父。

## 生平
藤原经清原本是源赖义的弟弟源赖清的郎从。源赖清在长久年间（1040年—1044年）任陆奥守时，随他一同前往陆奥国，并获得亘理郡的领地。
藤原经清被授予陆奥权守、从七位下的官位，之后成为散位，被称为“亘理权大夫”。据说“权大夫”是五位官员的别称。《尊卑分脉》中记载他为“亘权守・亘理权大夫”，但“权大夫”这一职位的具体职能尚不明确，也未能确证其真实的官职。然而，由于他的儿子藤原清衡也曾为权大夫，推测他可能是以在庁官人的身份在陆奥国府多贺城任职。
关于藤原经清的史料，长期以来仅见于《陆奥话记》，人们甚至怀疑他自称“藤原”姓氏。然而，永承2年（1047年）有关五位以上藤原氏族人的《造兴福寺记》中，记载了“经清六奥”（六奥指陆奥）。这一史料表明，他至少是被中央藤原氏承认的一员，并曾升任従五位，成为散位。
据称，自长久元年（1040年）起，他通过国府的推荐，曾作为修理大夫留在京城，并随同陆奥守藤原登任一起前往陆奥国。他迎娶了俘囚长、奥六郡统治者安倍赖良（赖时）的女儿有加一乃末陪，并在亘理郡（今宫城县亘理郡）鹿岛神社附近定居，经营庄园，同时掌控交通要道，在关所建造了金银山米钱寺，向过路者征收交通税积累财富。有学者认为，从《奥州御馆系图》中提到他为平国妙的外戚的记载来看，他的家族可能在2至3代前便已定居于奥州。
由于安倍氏拒绝向朝廷缴纳贡租，永承6年（1051年），陆奥守藤原登任率兵讨伐安倍氏，但在鬼切部之战中败北，这也标志着前九年之役的开始。在这场战役中，经清站在安倍氏一方，翌年（1052年），登任被撤职，源赖义继任陆奥守。安倍赖时在大赦后归顺朝廷，经清也随之归顺赖义。
天喜4年（1056年），由于阿久利川事件，安倍氏再次起兵反抗，经清随赖义参战。同样娶赖时之女为妻的平永衡因涉嫌叛变（据称他故意穿着华丽的甲胄向岳父赖时暴露自军的位置）而被杀。感到自身也面临危险的经清故意散布安倍氏将奇袭多贺城的谣言，赖义因此紧急撤回多贺城，经清则趁机率领800兵马再次归顺安倍氏。翌年（1057年）的黄海之战中，安倍氏大获全胜，战局陷入僵持状态。到康平2年（1059年）左右，衣川以南的居民不再听命于国府的命令（赤符），而是服从经清的征税令（白符），显示了安倍氏势力的强大。
康平5年（1062年），赖义为了打破僵局，向同为俘囚长的出羽国仙北三郡的清原氏赠送了大量财宝以寻求援兵。清原氏的协助使赖义最终灭亡了安倍氏，前九年之役宣告结束。有人认为赖义苦战的原因之一是经清凭借其经济实力及计谋削弱了赖义的军力，特别是征税令（白符）的象征意义。赖义对此怀恨在心，最终经清被捕并被押至赖义面前，赖义下令使用生锈的锯子缓慢斩首，以延长其痛苦。

## 影视形象

### 电视剧
| 演员   | 年份   | 作品     |
| 渡邊謙 | 1993年 | 《炎立》 |